# Zambia op de Olympische Zomerspelen 1968
Zambia nam deel aan de Olympische Zomerspelen 1968 in Mexico-Stad, Mexico. Eerder nam het land deel onder de naam Noord-Rhodesië. Het was in totaal de tweede deelname en ook dit keer werd geen medaille gewonnen.

## Deelnemers en resultaten
(m) = mannen, (v) = vrouwen

### Atletiek
| Olympiër        | Onderdeel    | Resultaat | Prestatie |
| --------------- | ------------ | --------- | --------- |
| Godwin Kalimbwe | marathon (m) | 40e       | 2:45.26,8 |
| Enoch Nwemba    | marathon (m) | 56e       | 3:06.16,0 |
| Douglas Sinkala | marathon (m) | 35e       | 2:42.51,0 |

### Boksen
| Olympiër       | Onderdeel                     | Resultaat | Prestatie |
| -------------- | ----------------------------- | --------- | --- |
| David Nata     | lichtvlieggewicht (tot 48 kg) | 1e ronde  | 1e ronde: verloor van MAR Tahar Aziz (1-4)                                                                                          |
| Kenny Mwansa   | vlieggewicht (tot 51 kg)      | 1/8F      | 1e ronde: won van PHI Rodolfo Diaz (4-1) 1/8F: verloor van URS Nikolal Novikov (1-4)                                                |
| Godfrey Mwamba | bantamgewicht (tot 54 kg)     | 1e ronde  | 1e ronde: verloor van BUL Nikola Savov (wedstrijd gestopt door scheidsrechter)                                                      |
| Julius Luipa   | weltergewicht (tot 67 kg)     | 1/8F      | 1e ronde: won van ALG Rabah Labiod (4-1) 2e ronde: bye 1/8F: verloor van CMR Joseph Bessala (wedstrijd gestopt door scheidsrechter) |

Afghanistan · Algerije · Amerikaanse Maagdeneilanden · Argentinië · Australië · Bahama's · Barbados · België · Bermuda · Birma · Bolivia · Bondsrepubliek Duitsland · Brazilië · Brits-Honduras · Bulgarije · Canada · Centraal-Afrikaanse Republiek · Ceylon · Chili · Colombia · Congo-Kinshasa · Costa Rica · Cuba · Denemarken · Dominicaanse Republiek · Duitse Democratische Republiek · Ecuador · El Salvador · Ethiopië · Fiji · Filipijnen · Finland · Frankrijk · Ghana · Griekenland · Groot-Brittannië · Guatemala · Guinee · Guyana · Honduras · Hongarije · Hongkong · Ierland · IJsland · India · Indonesië · Irak · Iran · Israël · Italië · Ivoorkust · Jamaica · Japan · Joegoslavië · Kameroen · Kenia · Koeweit · Libanon · Libië · Liechtenstein · Luxemburg · Madagaskar · Maleisië · Mali · Malta · Marokko · Mexico · Monaco · Mongolië · Nederland · Nederlandse Antillen · Nicaragua · Nieuw-Zeeland · Niger · Nigeria · Noorwegen · Oeganda · Oostenrijk · Pakistan · Panama · Paraguay · Peru · Polen · Portugal · Puerto Rico · Roemenië · San Marino · Senegal · Sierra Leone · Singapore · Soedan · Sovjet-Unie · Spanje · Suriname · Syrië · Taiwan · Tanzania · Thailand · Trinidad en Tobago · Tunesië · Turkije · Tsjaad · Tsjecho-Slowakije · Uruguay · Venezuela · Verenigde Arabische Republiek · Verenigde Staten · Vietnam · Zambia · Zuid-Korea · Zweden · Zwitserland